# Radiateur (moteur thermique)
Pour un article plus général, voir Radiateur (échangeur de chaleur).

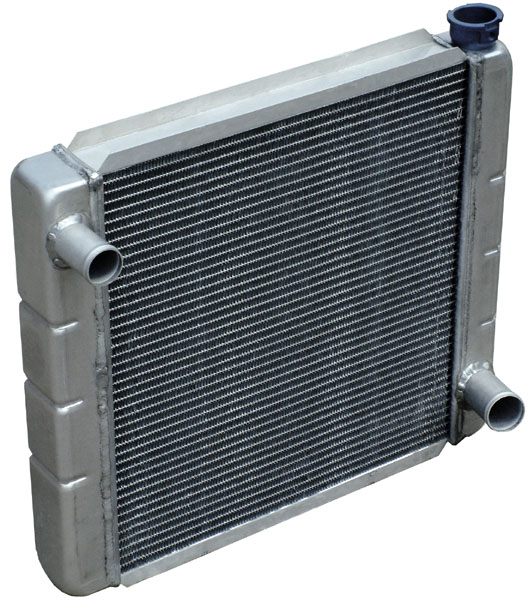
Radiateur typique de refroidissement de liquide de moteur utilisé dans une automobile.

Un radiateur de moteur thermique est un échangeur de chaleur utilisé pour le refroidissement des moteurs à combustion interne, principalement dans les véhicules et usines stationnaires de production.
Les moteurs à combustion interne sont souvent refroidis par circulation d'un liquide au travers du bloc moteur, où il s’échauffe, et un radiateur, où il perd, dans l'atmosphère, la chaleur emmagasinée. Le liquide de refroidissement du moteur est souvent à base d'eau, mais peut aussi être à base d'un autre liquide tel que l'huile. Il est courant d'employer une pompe pour forcer sa circulation, ainsi qu'un ventilateur axial pour forcer l'air à travers le radiateur, surtout lorsque le véhicule est à l’arrêt.

## Automobiles et motos

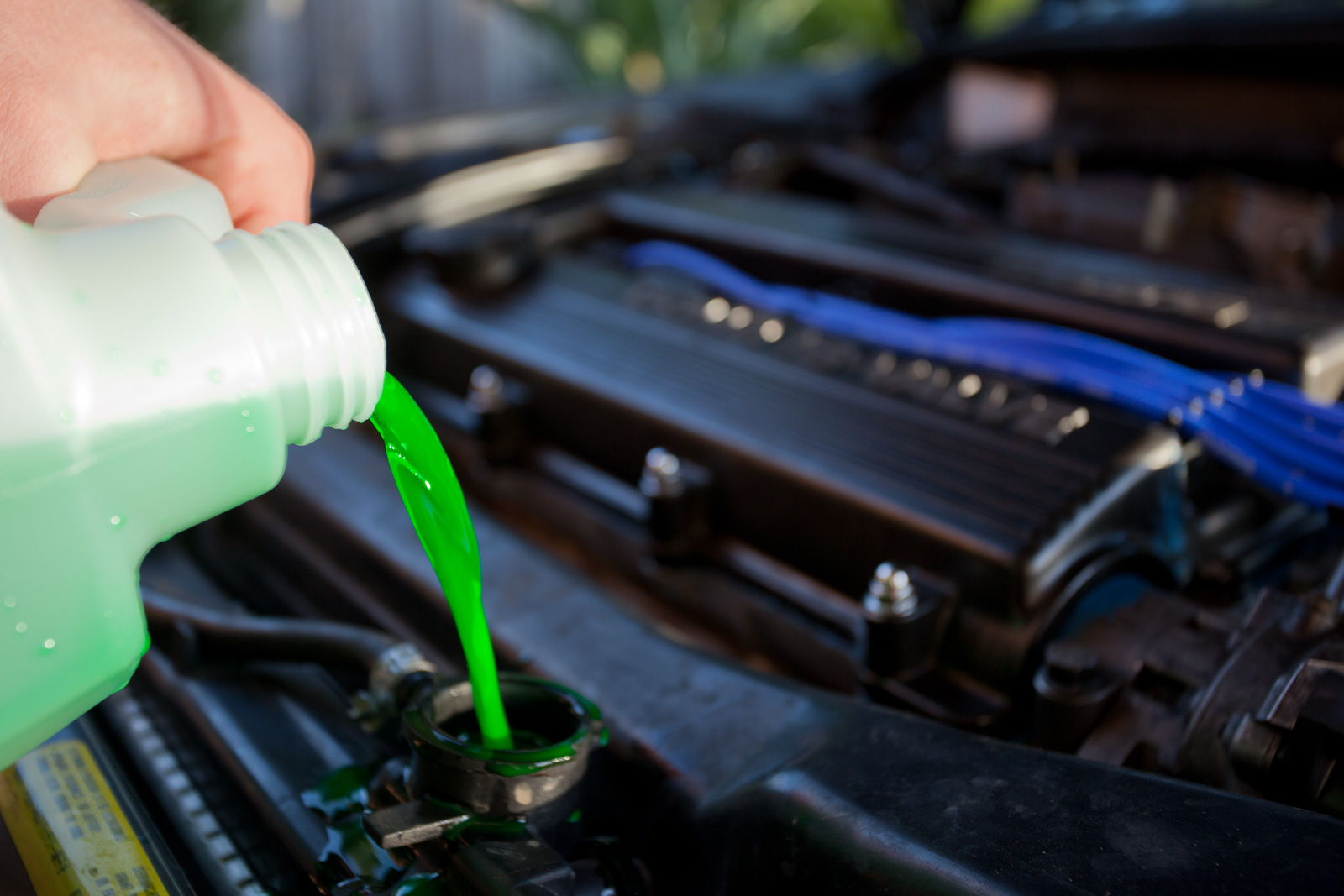
Le liquide de refroidissement est versé dans le radiateur d'une automobile

Dans les automobiles et les motos avec un moteur à combustion interne à refroidissement liquide, un radiateur est raccordé aux canaux courant à travers le moteur et la culasse, par lequel un liquide (liquide de refroidissement) est pompé. Ce liquide peut être de l'eau (dans les régions où il est rare que l'eau gèle), mais est plus souvent un mélange d'eau et d'antigel dans des proportions appropriées au climat. L'antigel lui-même est généralement de l'éthylène glycol ou du propylène glycol (avec une petite quantité d'inhibiteur de corrosion).
Un système typique de refroidissement de moteur à combustion interne se compose de :
- une série de canalisations coulées dans le bloc moteur et la culasse, entourant la chambre de combustion et permettant une circulation de liquide destinée à emporter la chaleur ;
- un radiateur, composé de plusieurs petits tubes, équipé d'ailettes en nid d'abeilles permettant d'évacuer la chaleur rapidement, par lequel transite et refroidit le liquide chaud du moteur ;
- une pompe à eau, généralement de type centrifuge, pour forcer la circulation du liquide dans le système ;
- un thermostat pour réguler la température en faisant varier la quantité de liquide envoyé au radiateur ;
- un ventilateur de tirage d'air frais à travers le radiateur ;
- un clapet antiretour optionnel évite la circulation en thermosiphon du liquide lors de l'arrêt du moteur afin que celui-ci reste chaud, évitant ainsi un redémarrage à froid préjudiciable.

Le radiateur transfère la chaleur de l'intérieur du fluide à l'air extérieur, de façon à refroidir le liquide, qui à son tour refroidit le moteur. Des radiateurs sont également souvent utilisés pour le refroidissement de fluides de transmission automatique, de liquides de climatiseurs et de réfrigérateurs, d'air d'admission, et parfois pour refroidir l'huile moteur ou les liquides de direction assistée. Les radiateurs sont montés dans une position où ils reçoivent le flux d'air venant de l'avant du véhicule, souvent derrière une calandre. Lorsque les moteurs sont au centre ou montés à l'arrière, il est courant de monter le radiateur derrière une calandre à l'avant, afin d'obtenir un débit d'air suffisant, même si cela nécessite de longs tuyaux de liquide de refroidissement. Sinon, le radiateur peut aspirer de l'air à partir de l'écoulement sur la partie supérieure du véhicule ou à partir d'une grille montée sur le côté. Pour les véhicules longs, tels que les bus, la circulation de côté de l'air est le plus commun pour le refroidissement de la transmission et du moteur, et la circulation d'air au sommet est la plus courante pour les conditionneurs d'air.

### Construction du radiateur
Les radiateurs d'automobile sont construits d'une paire de réservoirs de tête, liés par un noyau constitué de nombreux passages étroits, donnant ainsi une grande surface par rapport au volume. Ce noyau est généralement fait d'un empilement de couches de feuilles de métal, pressées pour former des canaux et soudées ou brasées ensemble. Pendant de nombreuses années, les radiateurs étaient fabriqués en laiton ou en cuivre. Les radiateurs modernes ont des cœurs d'aluminium, et économisent souvent des coûts et de la masse par l'utilisation de têtes en plastique. Cette construction est plus sujette à la panne et aux fuites et moins facile à réparer que les matériaux traditionnels. 

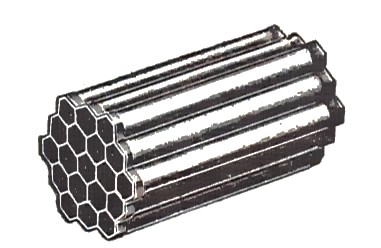
Radiateur en nid d'abeilles à tubes.

Une version antérieure de la méthode de construction a été le radiateur en nid d'abeilles. Des tubes ronds sont emboutis en hexagones à leurs extrémités, puis empilés et soudés. Comme ils ne se touchent qu'à leurs extrémités, cette forme devint un solide réservoir d'eau traversé par de nombreux tubes d'air.
Certaines voitures anciennes utilisaient des cœurs de radiateur faits de tubes enroulés, construction moins efficace mais plus simple.

### Pompe de liquide de refroidissement

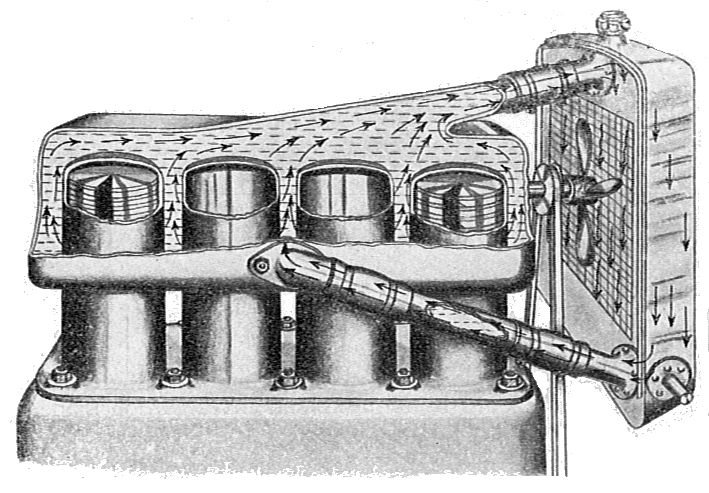
Système de refroidissement à thermosyphon de 1937, sans pompe de circulation.

Les radiateurs ont d'abord utilisé l'écoulement vertical vers le bas, la circulation se faisant uniquement par un effet thermosiphon[réf. non conforme][source insuffisante]. Le liquide de refroidissement est chauffé dans le moteur, devient moins dense, et donc se dilate. Comme le radiateur refroidit le liquide, le liquide de refroidissement devient plus dense et descend. Cet effet est suffisant pour la faible puissance des moteurs stationnaires, mais insuffisante pour les automobiles, sauf les premières petites voitures. Toutes les automobiles ont depuis de nombreuses années utilisé des pompes centrifuges pour faire circuler le liquide de refroidissement du moteur, car la circulation naturelle est à très faible débit.

### Chauffage
Un système de vannes ou de chicanes, ou les deux, est généralement constitué pour exploiter aussi un petit radiateur à l'intérieur du véhicule. Ce petit radiateur et son ventilateur, est appelé le radiateur de chauffage (en), et sert à chauffer l'intérieur de l'habitacle. Comme le radiateur, le radiateur de chauffage agit par la suppression de la chaleur du moteur. Pour cette raison, les techniciens conseillent souvent de mettre en route le chauffage intérieur, et de le mettre à fond, lorsque le moteur est en surchauffe, afin d'aider le radiateur principal.

### Contrôle de la température

#### Contrôle du débit d'eau

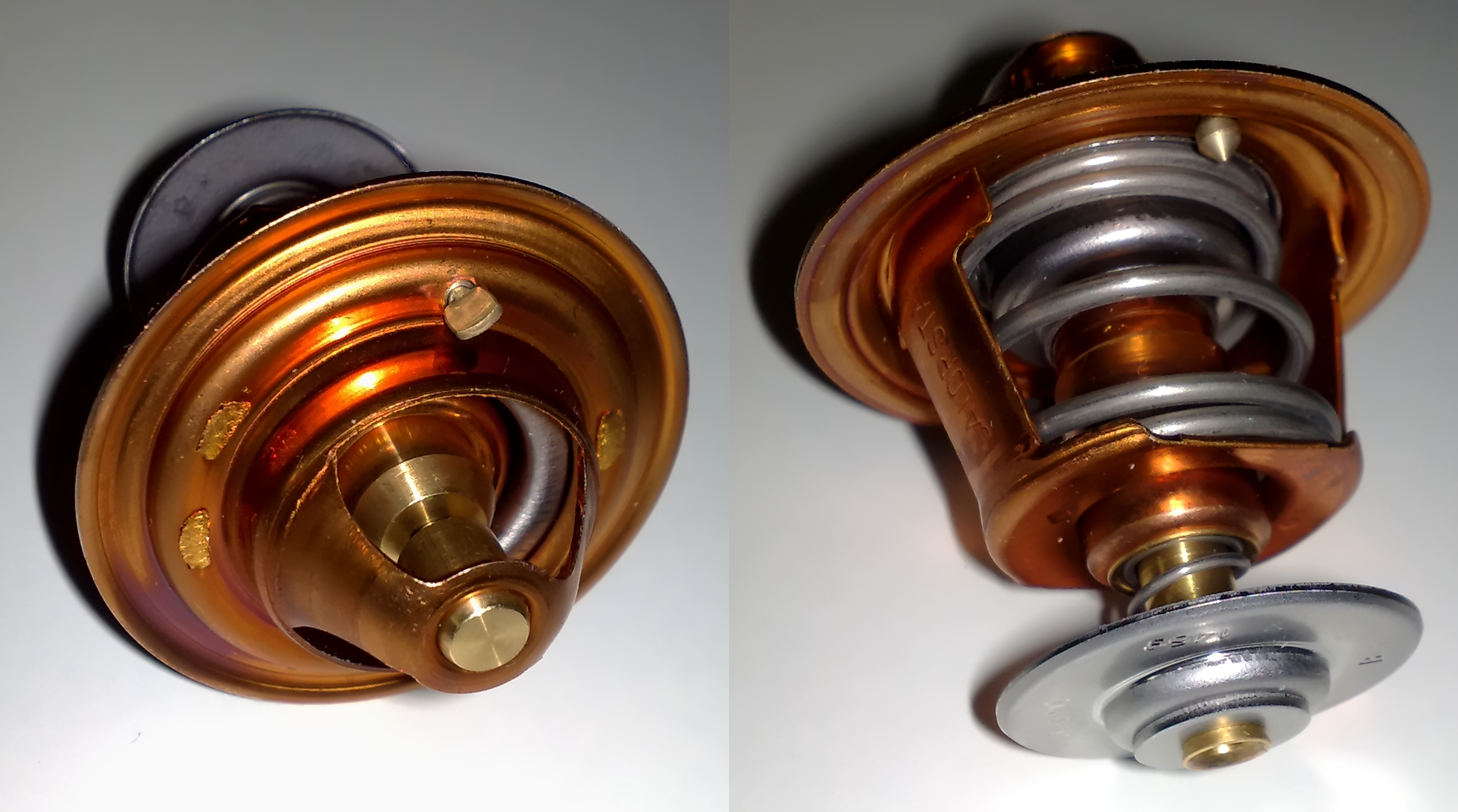
Thermostat de moteur de voiture.

La température du moteur sur les voitures modernes est principalement contrôlée par un thermostat de type à pastille de cire, un clapet qui s'ouvre dès que le moteur a atteint sa température de fonctionnement optimale.
Lorsque le moteur est froid, le thermostat est fermé, sauf pour une petite dérivation afin qu'il puisse détecter les changements de température du liquide de refroidissement pendant que le moteur se réchauffe. Le liquide de refroidissement du moteur est dirigé par la dérivation du thermostat vers l'entrée de la pompe de circulation et retourne directement au moteur, en contournant le radiateur. Diriger la circulation d'eau uniquement à travers le moteur permet d'atteindre la température optimale le plus rapidement possible tout en évitant des "points chauds" localisés. Une fois que le liquide de refroidissement atteint la température d'activation du thermostat, celui-ci s'ouvre, permettant à l'eau de circuler à travers le radiateur afin de se refroidir.
Une fois la température optimale atteinte, le thermostat dirige le flux de liquide de refroidissement du moteur vers le radiateur pour que le moteur continue de fonctionner à une température optimale. Dans des conditions de charge de pointe, telles que la conduite lente jusqu'au sommet d'une colline escarpée, lourdement chargée lors d'une chaude journée d'été, le thermostat va être rapidement complètement ouvert, car le moteur sera proche de produire la puissance maximale, tandis que la vitesse du flux d'air à travers le radiateur est faible (la vitesse de l'écoulement d'air à travers le radiateur a un effet majeur sur sa capacité à dissiper la chaleur). À l'inverse, une vitesse de croisière élevée en descente sur une autoroute pendant une nuit froide en donnant peu de gaz, provoquera la fermeture du thermostat parce que le moteur produit peu de puissance, et que le radiateur est en mesure de dissiper beaucoup plus de chaleur que ce que le moteur produit. Permettre trop de circulation de liquide de refroidissement dans le radiateur ferait que le moteur soit trop refroidi et fonctionnerait à basse température, résultant en une diminution d'efficacité du carburant (en) et une augmentation des émissions d'échappement. En outre, la durabilité, la fiabilité et la longévité du moteur sont parfois compromises si les composants (tels que les roulements du vilebrequin) sont conçus pour prendre en compte la dilatation. Un autre effet secondaire du refroidissement excessif est de réduire la performance du chauffage de l'habitacle, bien que dans les cas typiques ce soit toujours de l'air à une température supérieure à la température ambiante qui circule.
Le thermostat est donc constamment en mouvement tout au long de son aire de répartition, afin de répondre aux changements des charges du véhicule, des vitesses et des températures extérieures, pour maintenir le moteur à sa température de fonctionnement optimale.
Sur des voitures anciennes, on trouve un thermostat de type soufflet, qui ont un soufflet ondulé contenant un liquide volatil tel que de l'alcool ou de l'acétone. Ces types de thermostats ne fonctionnent pas bien aux pressions des systèmes de refroidissement au-dessus d'environ 7 psi (~0,5 bar). Les véhicules automobiles modernes fonctionnant généralement à environ 15 psi (~1 bar), empêchant l'utilisation de ce type de thermostat. Sur les moteurs à refroidissement à air direct, le thermostat à soufflet commande un clapet dans les passages d'air et convient bien à cet usage.

#### Le contrôle de la circulation de l'air
D'autres facteurs influencent la température du moteur, y compris la taille du radiateur et le type de ventilateur de radiateur. La taille du radiateur (et donc sa capacité de refroidissement) est choisie de telle sorte qu'il puisse maintenir le moteur à la température voulue dans les conditions les plus extrêmes qu'un véhicule soit susceptible de rencontrer (comme l'ascension d'une montagne, complètement chargé, en une journée chaude).
La circulation d'air due à la vitesse du véhicule a une influence majeure sur la quantité de chaleur que perd un radiateur. La vitesse du véhicule affecte le refroidissement dans la proportion approximative de l'effort du moteur, et donne donc une auto-régulation brute par rétroaction. On obtient une régulation similaire là où un ventilateur de refroidissement supplémentaire est entraîné par le moteur, pour les mêmes raisons.
Les ventilateurs de refroidissement entraînés par le moteur sont souvent entraînés par un disque d'embrayage visqueux à partir de la courroie qui glisse et réduit la vitesse du ventilateur à basse température. Cela améliore l'efficacité en carburant de ne pas utiliser la puissance inutilement pour entraîner le ventilateur. Sur les véhicules modernes, une meilleure régulation du refroidissement est assurée par des ventilateurs à vitesse variable ou à recyclage. Les ventilateurs électriques sont commandés par un interrupteur thermostatique ou par l'unité de contrôle du moteur. Les ventilateurs électriques ont également l'avantage de donner une bonne circulation d'air de refroidissement à faible régime moteur ou lorsque le véhicule est stationnaire, comme dans un trafic lent. Ils sont généralement également prévus pour se mettre en route si nécessaire après l'arrêt du moteur dans des conditions chaudes, même lorsque le contact est coupé.
Avant le développement de ventilateurs électriques ou à entraînement visqueux, les moteurs étaient montés avec de simples ventilateurs fixes qui attirent l'air à travers le radiateur de manière constante. Les véhicules dont la conception a nécessité l'installation d'un grand radiateur pour faire face à de gros travaux à haute température, tels que les véhicules utilitaires et les tracteurs qui doivent souvent travailler à pleine charge dans le froid, même avec la présence d'un thermostat, les grands radiateurs et ventilateurs fixes provoquaient une baisse rapide et significative de la température du liquide de refroidissement dès que le thermostat s'ouvrait. Ce problème pouvait être résolu par l'installation d'un store (ou enveloppe) de radiateur qui pouvait totalement ou partiellement bloquer le flux d'air à travers le radiateur. À sa plus simple expression, le store est un rouleau de matériaux tels que la toile ou le caoutchouc, qui est déployé le long du radiateur pour couvrir la portion désirée. Certains véhicules plus anciens, de l'ère de la première Guerre Mondiale, comme les chasseurs monomoteurs S. E. 5 et SPAD S. XIII, ont une série de volets roulants qui peuvent être ajustés par le pilote pour fournir un certain degré de contrôle. Certaines voitures modernes ont une série de volets qui sont automatiquement ouverts et fermés par l'unité de contrôle du moteur pour offrir un équilibre entre le refroidissement et l'aérodynamisme suivant le besoin.

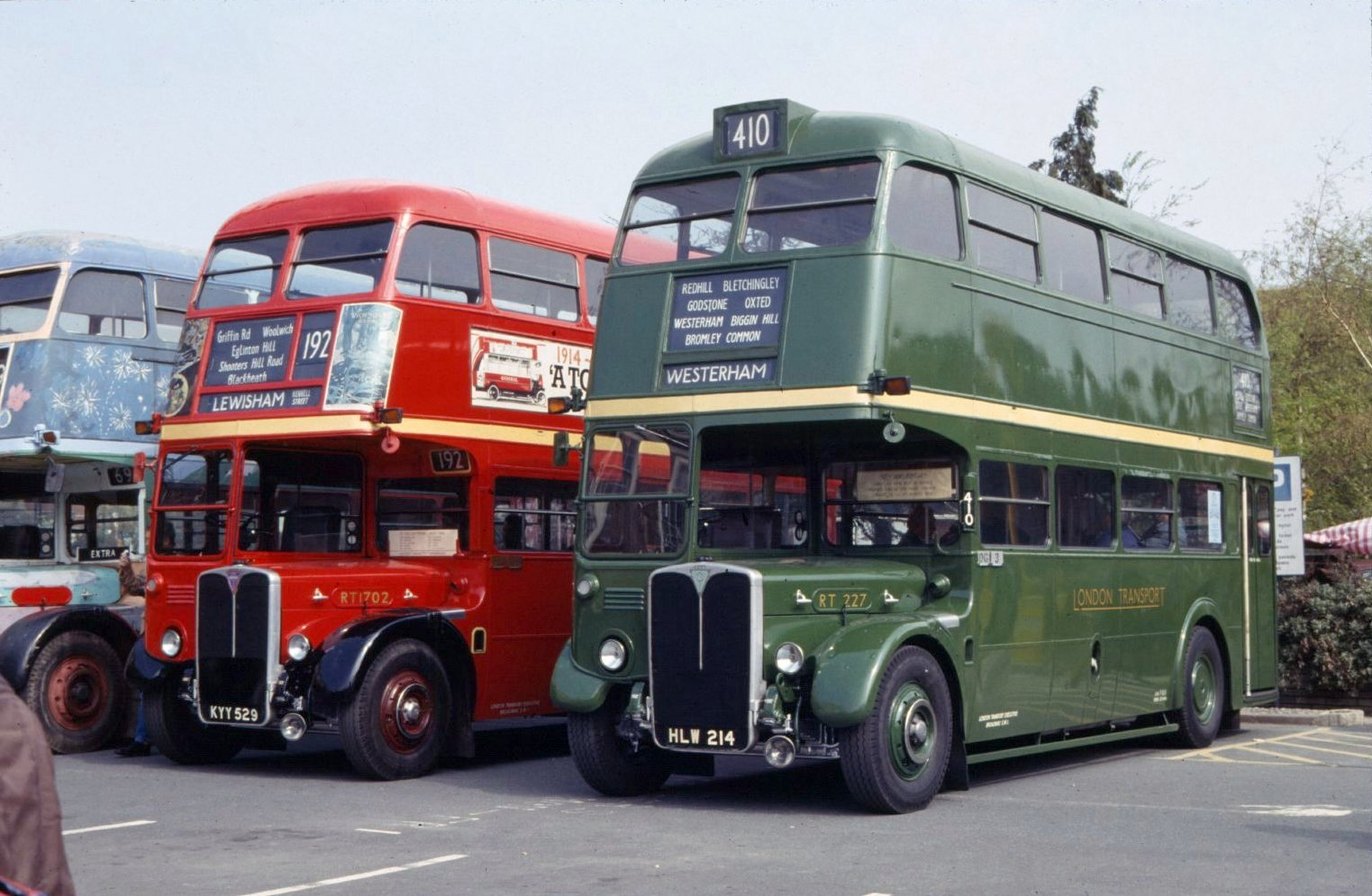
Ces bus AEC Regent III RT sont équipés d'un store de radiateur, vu ici couvrant la moitié inférieure du radiateur.

### Pression du liquide de refroidissement
Parce que l'efficacité thermique des moteurs à combustion interne augmente avec la température interne, leur dimensionnement leur assure une température de fonctionnement relativement élevée, le liquide de refroidissement est donc maintenu à une pression supérieure à la pression atmosphérique pour élever son point d'ébullition. Une soupape de pression de décharge était généralement incorporée dans le bouchon de remplissage du radiateur mais a été remplacé par un vase d'expansion pour simplifier le contrôle du niveau. Cette pression varie entre les modèles, mais est généralement située entre 4 et 30 psi, soit 30 à 200 kPa.
Comme le liquide de refroidissement se dilate avec l'augmentation de la température, la pression dans le système fermé augmente. En fin de compte, la soupape s'ouvre, et l'excès de liquide est déversé dans un réservoir. Cela cesse lorsque le thermostat module le taux de refroidissement pour maintenir la température du liquide de refroidissement à sa valeur optimale. Lorsque le liquide de refroidissement du moteur se refroidit et se contracte (lorsque les conditions changent, ou lorsque le moteur est arrêté), le fluide retourne au radiateur grâce à une soupape supplémentaire dans le bouchon.

### Liquide de refroidissement du moteur
Avant la Seconde Guerre mondiale, le liquide de refroidissement du moteur était généralement de l'eau ordinaire. L'antigel était utilisé uniquement pour empêcher la congélation, et souvent uniquement par temps froid.
Le développement de moteurs d'avions de hautes performances requérait l'amélioration des liquides de refroidissement, avec des points d'ébullition plus élevés, conduisant à l'adoption du glycol ou de mélanges eau-glycol. Ceci mena à l'adoption de glycol pour ses propriétés antigel.
Depuis le développement de moteurs en aluminium ou en alliages, l'inhibition de la corrosion est devenue encore plus importante que l'antigel, et ceci dans toutes les régions et saisons.

### Ébullition ou surchauffe
Un réservoir de trop-plein sec peut entraîner une vaporisation du liquide de refroidissement, ce qui peut provoquer une surchauffe localisée ou générale du moteur. De graves dommages peuvent en résulter, comme des culasses soufflées, des têtes de cylindre ou bloc-cylindres fissurés. Parfois, il n'y a pas d'avertissement, parce que le capteur de température qui fournit les données de la jauge de température (mécanique ou électrique) n'est pas directement exposé à la chaleur excessive du liquide de refroidissement, et fournit une fausse lecture particulièrement nocive.
L'ouverture d'un radiateur chaud fait tomber la pression du système, ce qui peut l'amener à ébullition et à éjecter un liquide dangereusement chaud et de la vapeur. Par conséquent, les bouchons de radiateurs comprennent souvent un mécanisme qui diminue la pression interne avant qu'il ne puisse être complètement ouvert. L'utilisation d'un vase d'expansion a réduit ce risque.

### Histoire
L'invention du radiateur d'eau automobile est attribuée à Karl Benz[réf. nécessaire]. 
Wilhelm Maybach fut le premier a concevoir le premier radiateur en nid d'abeilles pour la Mercedes 35hp.

### Radiateurs supplémentaires
Il est parfois nécessaire pour une voiture d'être équipée d'un deuxième radiateur, ou radiateur auxiliaire, pour augmenter la capacité de refroidissement, lorsque la taille du radiateur d'origine ne peut pas être augmentée. Le deuxième radiateur est raccordé en série avec le radiateur principal dans le circuit. Ce fut le cas lors de l'Audi 100 qui reçut un moteur turbocompressé pour créer la 200. Ils ne sont pas à confondre avec les refroidisseurs d'air de suralimentation, ou intercoolers en anglais.
Certains moteurs, entre autres ceux à carter sec, refroidissent l'huile du moteur grâce à un radiateur, souvent situé à l'avant, à côté du radiateur principal. Les voitures avec une transmission automatique ont souvent des connexions supplémentaires vers le radiateur, permettant au fluide de la transmission de transférer sa chaleur au liquide de refroidissement dans le radiateur. Ceux-ci peuvent être soit des radiateurs à huile ou à air, en une version plus petite du radiateur principal. Plus simplement, ils peuvent être refroidis à l'eau, où une conduite d'huile traverse l'intérieur du radiateur d'eau. Si l'eau est plus chaude que l'air ambiant, sa haute conductivité thermique offre un refroidissement comparable (dans certaines limites) moins complexe et donc moins chère, et plus fiable qu'un refroidisseur d'huile séparé. Moins fréquemment, le fluide de la direction assistée, le liquide de frein, et d'autres fluides hydrauliques peuvent aussi être refroidis par un radiateur auxiliaire sur un véhicule.
Les moteurs turbo ou suralimentés peuvent avoir un intercooler, qui est un radiateur air-air ou air-eau, utilisé pour le refroidissement de l'air entrant—non pas pour refroidir le moteur.

## Avions
Les avions avec moteur à pistons à refroidissement liquide (généralement des moteurs en ligne plutôt que radiaux) exigent également des radiateurs. Comme la vitesse est plus élevée que pour les voitures, ils sont efficacement refroidis en vol, et ne nécessitent donc pas de grandes surfaces ni de ventilateurs de refroidissement. De nombreux appareils de haute performance toutefois souffrent de problèmes de surchauffe lors de la marche au ralenti au sol, à peine 7 minutes pour un Spitfire. Ceci est similaire aux voitures de Formule 1 d'aujourd'hui, à l'arrêt sur la grille de départ avec le moteur en marche, elles exigent de l'air forcé dans leur radiateur afin d'éviter la surchauffe.

### Radiateurs de surface
La réduction de la traînée est un objectif majeur dans la conception des aéronefs, y compris dans la conception des systèmes de refroidissement. Une technique primitive était de profiter de la circulation d'air abondante des avions pour remplacer l'âme en nid d'abeilles (de nombreuses surfaces, avec un rapport élevé entre la surface et le volume) par une montée en surface du radiateur. On n'utilise qu'une seule surface mixte dans le fuselage ou la peau de l'aile, avec le liquide de refroidissement coulant à travers les tuyaux derrière cette surface. Ces modèles ont été observés principalement sur les avions de la Première Guerre mondiale
Comme ils sont tellement dépendants de la vitesse, les radiateurs de surface sont encore plus sujets à la surchauffe au sol. Les avions comme le Supermarine S. 6B, un hydravion de course avec des radiateurs intégrés dans les surfaces supérieures de ses flotteurs, ont été décrits comme "volant à la jauge de température", la principale limite de leur performance.
Les radiateurs de surface ont également été utilisés par quelques voitures de hautes vitesses, comme l'Oiseau Bleu de Malcolm Campbell en 1928.

### Systèmes de refroidissement pressurisés

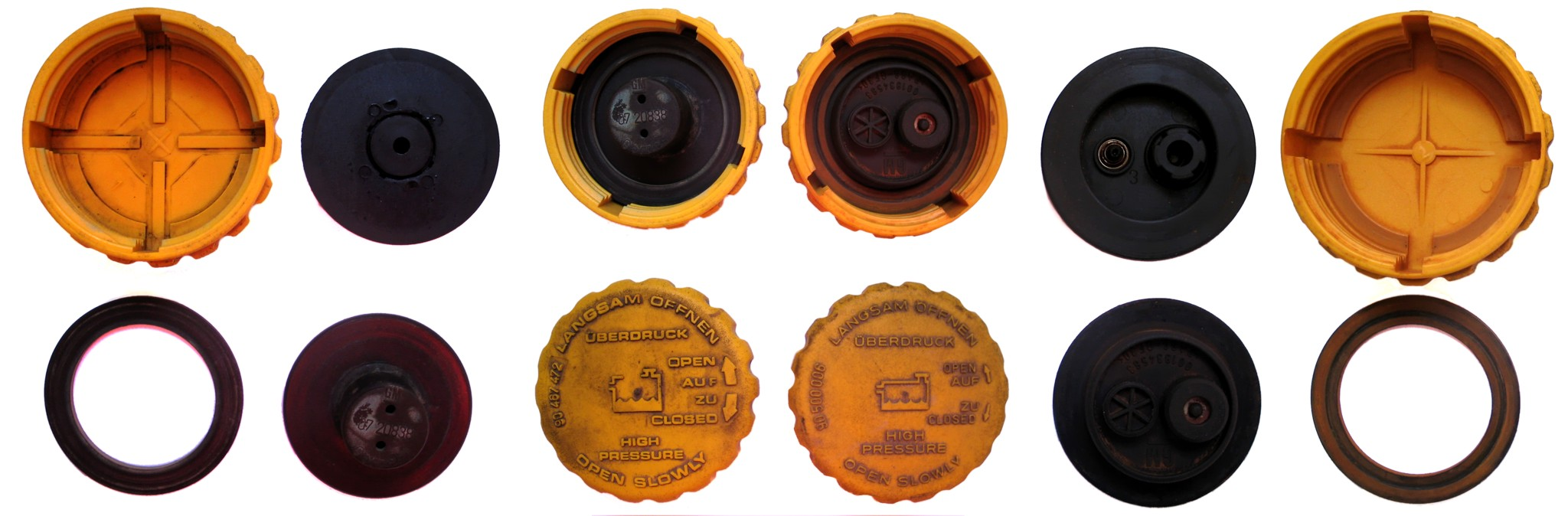
Bouchons de radiateurs de systèmes de refroidissement sous pression. Deux valves, l'une empêche la création d'un vide, l'autre limite la pression.

C'est généralement une limitation à la plupart des systèmes de refroidissement que le liquide de refroidissement ne soit pas autorisé à bouillir, la nécessité d'intégrer un gaz dans le flux compliquant considérablement la conception. Pour un système à refroidissement à eau, cela signifie que le transfert de chaleur maximal est limité par la capacité thermique massique de l'eau et donc de la différence de température entre la température ambiante et 100 °C. Ceci fournit un refroidissement plus efficace en hiver, ou en altitude, où les températures sont plus basses.
Un autre effet qui est particulièrement important dans les avions est que la chaleur spécifique du système évolue avec la pression, et ce changement de pression arrive plus rapidement avec l'altitude qu'avec la baisse de température. Donc, généralement, les systèmes de refroidissement liquide perdent leur capacité lorsque l'avion monte. Ce fut l'une des principales limites aux performances pendant les années 1930, lorsque l'introduction du turbocompresseur permit un voyage pratique à des altitudes au-dessus de 15 000 pieds (5 000 mètres), et la conception du refroidissement est devenue un domaine de recherche important.
La solution la plus évidente et la plus commune à ce problème fut de recourir à un système de refroidissement entièrement sous pression. Cela maintenait la capacité thermique spécifique à une valeur constante, alors que la température de l'air extérieur continuait de baisser. De tels systèmes amélioraient la capacité de refroidissement lorsque les avions grimpaient. Pour la plupart des utilisations, cela a résolu le problème de refroidissement des moteurs à piston haute performance, et presque tous les moteurs d'avion à refroidissement liquide de la période de la Seconde Guerre mondiale adoptèrent cette solution.
Cependant, les systèmes sous pression sont également plus complexes, et beaucoup plus vulnérables à des dommages - comme le liquide de refroidissement est sous pression, même un dommage mineur dans le système de refroidissement comme un seul trou de balle de fusil, était la cause de l'éjection rapide du liquide. Les défaillances des systèmes de refroidissement ont été, de loin, les principales causes de pannes de moteur.

### Refroidissement par évaporation
Même s'il est plus difficile de construire un radiateur d'avion qui soit capable de gérer la vapeur, ce n'est pas impossible. L'exigence principale est de fournir un système qui condense la vapeur en liquide avant de passer de nouveau dans les pompes et de compléter la boucle de refroidissement. Un tel système peut profiter de la chaleur spécifique de l'évaporation, qui, dans le cas de l'eau est de cinq fois la capacité thermique spécifique de la forme liquide. Des gains supplémentaires peuvent être faits en permettant à la vapeur de surchauffer. De tels systèmes, connus comme refroidisseurs à évaporation, ont été le sujet de nombreuses recherches dans les années 1930.
Considérons deux systèmes de refroidissement par ailleurs similaires, fonctionnant à une température ambiante de 20 °C. Une conception à liquide pourrait fonctionner entre 30 °C et 90 °C, offrant 60 °C de différence de température pour évacuer la chaleur. Un système de refroidissement par évaporation  pourrait fonctionner entre 80 °C et 110 °C, ce qui à première vue semble produire beaucoup moins de différence de température, mais cette analyse ignore l'énorme quantité d'énergie thermique absorbée lors de la production de vapeur, équivalent à 500 °C. En effet, le circuit à évaporation a un fonctionnement entre 80 °C et 560 °C, une différence de température effective de 480 °C. Un tel système peut être efficace même avec de beaucoup plus petites quantités d'eau.[réf. nécessaire]
L'inconvénient du système de refroidissement à évaporation est la surface d'échange que les condenseurs requièrent pour refroidir la vapeur en dessous du point d'ébullition. Comme la vapeur est beaucoup moins dense que l'eau, une surface proportionnellement plus grande est nécessaire pour fournir un flux d'air suffisant. Le Rolls-Royce Goshawk conçu en 1933 utilisait des radiateurs conventionnels comme condenseurs et cette conception s'est avérée être un grave problème de pénétration dans l'air. En Allemagne, les frères Günter ont développé une solution de remplacement, alliant le refroidissement par évaporation et la répartition de la surface des radiateurs sur toutes les ailes de l'avion, le fuselage et même la gouverne de direction. Plusieurs avions ont été construits selon cette conception et ont établi de nombreux records de performance, notamment les Heinkel He 119 et Heinkel He 100. Ces systèmes requéraient de nombreuses pompes de retour de liquide venant des radiateurs éparpillés, se sont avérés extrêmement difficiles à maintenir en fonctionnement, et étaient beaucoup plus sensibles aux dommages de combat. Les tentatives visant à développer ce système en général ont été abandonnées en 1940. Le besoin de refroidissement par évaporation a bientôt été réduit à néant par la grande disponibilité de l'éthylène glycol comme liquide de refroidissement, qui avait une capacité thermique plus faible, mais un point d'ébullition bien plus élevé que l'eau.

### Poussée de radiateur
Un radiateur d'avion contenu dans un tube chauffe l'air qui passe à travers, provoquant une dilatation de l'air, lequel gagne en vitesse, par l'effet Meredith. Des avions à pistons de haute performance avec des radiateurs bien conçus, à faible traînée (notamment le P-51 Mustang), utilisent cette poussée. La poussée est suffisamment importante pour compenser la traînée de la gaine dans laquelle le radiateur est enfermé, et a permis à l'avion d'atteindre une traînée de refroidissement nulle. Il a été prévu d'équiper le Spitfire avec un dispositif de postcombustion, par injection et inflammation de carburant dans le conduit d'échappement après le radiateur. La postcombustion est réalisée par l'injection de carburant dans le moteur à l'aval des principaux cycles de combustion.

## Moteurs d'usine fixes
Les moteurs d'usine fixes sont normalement refroidis par des radiateurs de la même manière que les moteurs de voiture. Toutefois, dans certains cas, le refroidissement par évaporation est utilisé par l'intermédiaire d'une tour de refroidissement.

### Sources
- Opel Omega & Senator Service and Repair Manual, Haynes, 1996 (ISBN 1-85960-342-4)